# Museo Arqueológico de Quíos
El Museo Arqueológico de Quíos es uno de los museos de Grecia. Está ubicado en la ciudad de Quíos, en la isla del mismo nombre del Egeo oriental.

## Edificio
La construcción del edificio del museo tuvo lugar en 1971 y la inauguración se produjo en 1977. Sin embargo, ciertos problemas derivados del subsuelo donde se construyó provocaron que en 1987 el museo tuviera que ser cerrado al público. Tras solucionar los problemas de estabilización del edificio se elaboró una nueva organización de la exposición y el museo volvió a funcionar a partir de 1999.
El edificio, de tres pisos y un techo plano, fue realizado básicamente con hormigón y vidrio. La mayoría de sus suelos son de mármol. Hay cinco salas para la exposición permanente y tres más para exposiciones temporales. Además de los espacios de exposición hay almacenes, laboratorio, salas para conferencias, espacios para actividades educativas, oficinas y bar.

## Colecciones
Las colecciones del museo contienen objetos procedentes de excavaciones de la isla de periodos que abarcan desde el neolítico tardío hasta la época romana. Además de los encontrados en la antigua ciudad de Quíos, los principales yacimientos arqueológicos de los que se han extraído son los de Emporió, Faná, Agio Gala, Dotia, Kofiná y Rizari.
Una de las salas contiene los hallazgos prehistóricos, desde el neolítico hasta la época micénica. Proceden principalmente de Emporió, Agio Gala y Dotia. En otra se exponen estatuas y relieves de periodos comprendidos entre la época arcaica y la época romana, mientras en otra se exhiben estelas funerarias e inscripciones epigráficas. En esta última también se halla otra sección que explica la evolución histórica del vino de Quíos a través de la exposición de una serie de ánforas procedentes de Chipre. 
En otra sala se exponen las piezas de cerámica y vidrio, desde el periodo geométrico a la época romana y en una quinta sala se hallan objetos de bronce, sellos, joyas y monedas. Por otra parte, en el patio se ha reconstruido una tumba macedónica y allí hay también diferentes elementos arquitectónicos.
Además, en una de las salas de exposiciones temporales se exponen también los objetos procedentes de una necrópolis del periodo micénico excavada en Arjontiki, en la pequeña isla de Psará.